# Manuel Adriano Arabid Cantos
Manuel Adriano Arabid Cantos (Herencia, província de Ciudad Real, 8 de setembre de 1908 - Elx, 14 de gener de 1988) fou un polític socialista espanyol.

## Trajectòria
Estudià el batxillerat a Madrid i el 1923 es va traslladar a Elx, on hi treballà com a tallador alhora que destacava com a dirigent de les JSE locals i col·laborava a El Obrero. Quan esclatà la guerra civil espanyola formà part del consell de direcció de les Milícies Antifeixistes d'Elx i marxà al front com a capità del Batalló Elx.
El 1939 fou condemnat a 30 anys de presó i tancat a les presons d'Alcalá de Henares, Elx i Alacant, on el 22 d'abril de 1940 col·laborà en la reconstitució de la direcció provincial del PSOE. Fou deixat en llibertat l'1 de juliol de 1946 i va fundar un taller de calçat. Va compaginar el seu negoci amb la militància clandestina. Contactà sovint amb la direcció socialista a l'exili, però es va enemistar amb Rodolfo Llopis. Participà en el XII Congrés del PSOE celebrat a Tolosa de Llenguadoc en 1972 i es va alinear amb el sector renovador dirigit per Felipe González.
El 1976 formà part de l'executiva provincial del PSOE a Alacant, i el 1977 del comitè federal, però va dimitir disconforme per la forma d'haver elegit com a candidat al Senat Alberto Pérez Ferré. També va participar activament en els enfrontaments interns de l'Agrupació Socialista d'Elx d'aquells anys. Va ser elegit diputat a les eleccions a les Corts Valencianes de 1983 i regidor de la Tercera Edat a l'ajuntament d'Elx en 1987.